# Chenani
Chenani is een plaats en “notified area” in het district Udhampur van het Indiase unieterritorium Jammu en Kasjmir.

## Demografie
Volgens de Indiase volkstelling van 2001 wonen er 2.159 mensen in Chenani, waarvan 55% mannelijk en 45% vrouwelijk is. De plaats heeft een alfabetiseringsgraad van 80%.